# Сахаров, Антон Александрович
Анто́н Алекса́ндрович Са́харов (род. 20 октября 1982, Волгоград, СССР) — российский футболист, защитник.

## Карьера
Воспитанник волгоградского футбола. Первый тренер — Дмитрий Николаевич Котопуло. На профессиаольном уровне дебютировал в 2000 году в составе «Олимпии». В следующем году защищал цвета волжского «Торпедо». В 2002 году подписал контракт с «Ураланом», в составе которого в российской Премьер-лиге провёл 4 матча в 2003 году. 2005 год провёл в «Соколе». В 2006 году перешёл в казахстанский «Иртыш», за который провёл 2 матча в Кубке Казахстана против клубов «Есиль-Богатырь» (1:0) и «Цесна» (3:2). В чемпионате Казахстана не играл из-за травмы. В 2007 году перебрался в Белоруссию, подписав контракт с БАТЭ, в составе которого провёл по 2 матча в Лиге чемпионов и Кубке УЕФА, а также дважды становился чемпионом страны. В декабре 2008 года покинул клуб и пополнил ряды «Черноморца». Через полгода перешёл в «Газовик». 2010 год провёл в клубе «СОЮЗ-Газпром». В сезоне 2011/12 защищал цвета ростовского СКА и волжской «Энергии». Завершил карьеру в «Олимпии».

## Достижения
- Чемпион Белоруссии (2): 2007, 2008
- Финалист Кубка Белоруссии: 2006/07
- Бронзовый призёр зоны «Урал-Поволжье» Второго дивизиона России: 2010